# Zofia Zamenhof

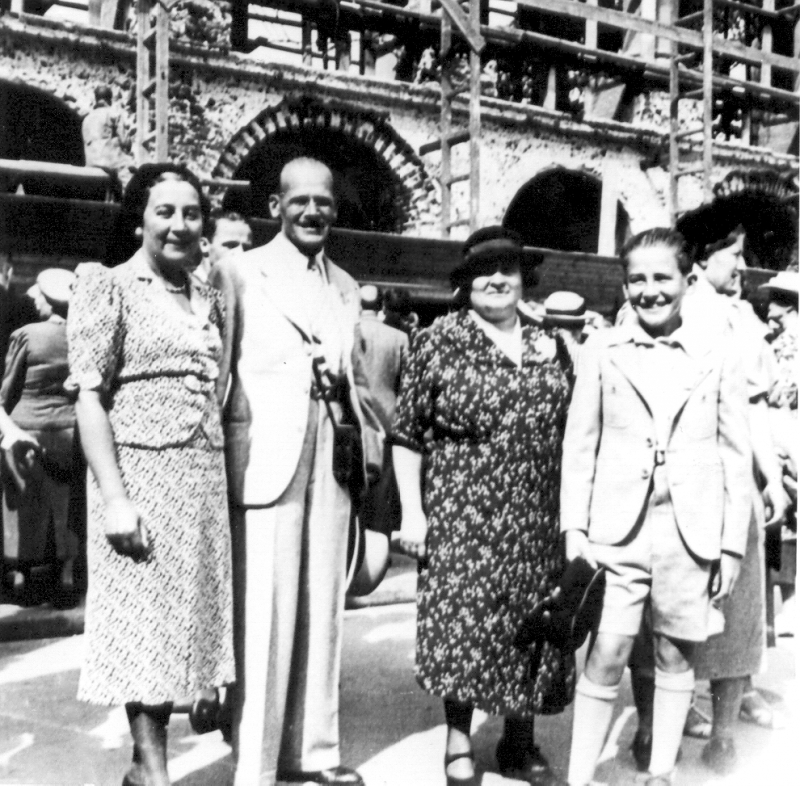
Od lewej: Wanda, Adam, Zofia i Ludwik Krzysztof Zamenhofowie, ok. 1935

Zofia Zamenhof (esp. Sofio Zamenhof; ur. 1 grudnia?/13 grudnia 1889 w Kownie, zm. 1942 w Treblince) – polska lekarz pediatra i internista żydowskiego pochodzenia

## Życiorys
Córka Ludwika (1859–1917) i Klary Zamenhof (1863–1924), siostra Lidii (1904–1942) i Adama (1888–1940).
Podczas II wojny światowej została przesiedlona do getta warszawskiego, gdzie kontynuowała pracę lekarza. Podczas wielkiej akcji deportacyjnej w sierpniu 1942 trafiła na Umschlagplatz. Mimo iż, jako lekarz, miała możliwość nie wejść do wagonu, nie chciała zostawić swoich małych pacjentów i razem z nimi pojechała do obozu zagłady w Treblince, gdzie zginęła w komorze gazowej.
Jej symboliczny grób (tablica pamiątkowa przy grobie Klary Zamenhof) znajduje się na cmentarzu żydowskim przy ulicy Okopowej w Warszawie.